# 1339年
| 千纪： | 2千纪 |
| 世纪： | 13世纪 \| 14世纪 \| 15世纪                                                                                 |
| 年代： | 1300年代 \| 1310年代 \| 1320年代 \| 1330年代 \| 1340年代 \| 1350年代 \| 1360年代                           |
| 年份： | 1334年 \| 1335年 \| 1336年 \| 1337年 \| 1338年 \| 1339年 \| 1340年 \| 1341年 \| 1342年 \| 1343年 \| 1344年 |
| 纪年： | 己卯年（兔年）；元至元五年；越南開祐十一年；日本南朝延元四年，北朝曆應二年                                 |

## 大事记
- 日本南朝後醍醐天皇病歿，後村上天皇繼位。

## 逝世
- 9月19日——後醍醐天皇，日本第九十六代天皇。